# .bd
.bd este un domeniu de internet de nivel superior, pentru Bangladesh (ccTLD).